# Облакът Атлас (филм)
„Облакът Атлас“ (на английски: Cloud Atlas) е американско-германски научнофантастичен филм от 2012 година на режисьорите Том Тиквер, Лана Уашовски и Лили Уашовски по техен сценарий, базиран на едноименния роман на Дейвид Мичъл от 2004 година.
Филмът следва шест отделни сюжетни линии, разпръснати в различни моменти в историята и бъдещето, обединени от общи теми, като насилието и нетолерантността. Главните роли се изпълняват от Том Ханкс, Хали Бери, Бе Ду На, Джим Броудбент, Бен Уишоу, Джим Стърджес.